# Nagy Ferenc József

Nagy Ferenc József (Kisharsány, 1923. április 22. – 2019. május 14.) politikus, országgyűlési képviselő (1990–1994), miniszter.

## Élete
1937 és 1959 között egyéni gazda volt, majd 1959 és 1983 között tsz-tagként tevékenykedett. 1967-ben a Keszthelyi Agrártudományi Egyetemen szerzett agrármérnöki diplomát.
1937-től, majd 1989-től volt a FKGP tagja volt, amelynek 1989-től alelnöke, majd 1990 áprilisa és 1991 júniusa között elnöke is volt. 1990 és 1994 között országgyűlési képviselő volt, 1991 novemberétől az FKGP történelmi tagozat elnevezésű országgyűlési csoportjában, majd 1993 novemberétől az Egyesült Kisgazdapárt (EKgP) frakciójában.
1990 májusától 1991 januárjáig földművelésügyi miniszter, majd 1994-ig tárca nélküli miniszter volt.

## Kitüntetései, díjai
- Kanizsai Pálfi János-díj (2015)